# 13. п. н. е.
13. п. н. е. била је или обична година која почиње у петак, суботу или недјељу или преступна година која почиње у петак или суботу јулијанског календара и преступна година која почиње у сриједу по пролептичком јулијанском календару. У то вријеме је била позната као година конзулства Нерона и Вара (или, ређе, година 741. Ab urbe condita). Деноминација 13. п. н. е. за ову годину се користи од раног средњег вијека, када је календарска ера Аnno Domini постала преовлађујући метод у Европи за именовање година.

## Догађаји
- Власт Августа и Агрипе су продужена за 5 година.
- Агрипа почиње освајање Паноније.
- Нерон Клаудије Друз Германик - гувернер три галске провинције.
- Римски архитекта Витрувије је завршио своју темељну расправу "О архитектури".
- Немири у Шандунгу. Устанак у рудницима гвожђа у Шангјангу.